# Oasi

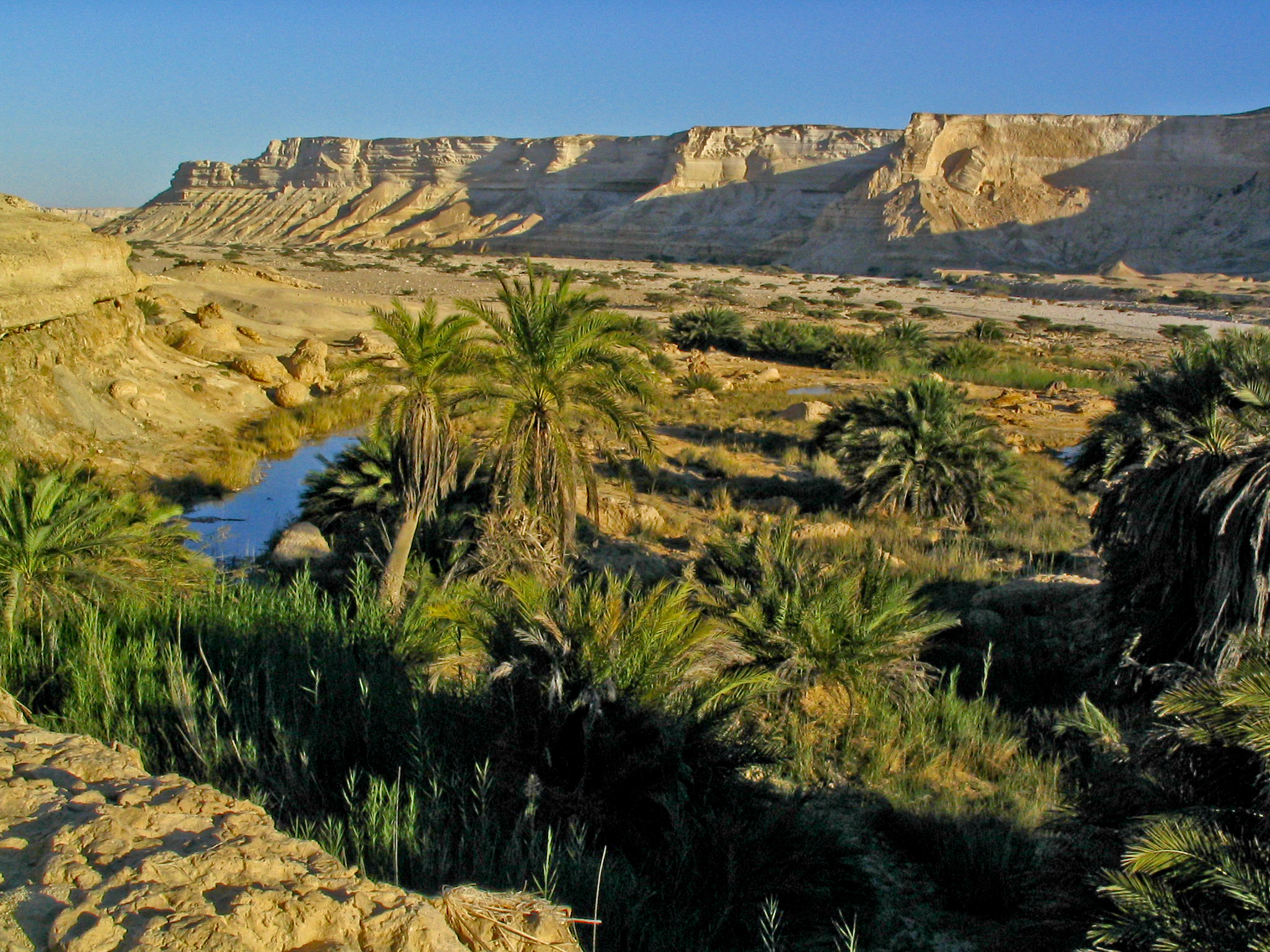
Un'oasi in Oman

In geografia, un'oasi è un'area di vegetazione isolata in un deserto, che di solito circonda una sorgente o una simile fonte d'acqua naturale.

## Origine e uso del termine
La parola oasi deriva dal greco (oasis), che deriva a sua volta dall'egiziano  o dal demotico wḥỉ; non proviene direttamente dal copto ouaḥe (*/waħe/), come è stato a volte suggerito. La parola, attestata già nell'Antico Regno, in origine era un toponimo che designava una specifica località, sembra nell'attuale oasi di Dakhla, e probabilmente era un termine della lingua locale (libico-berbero).

## Natura delle oasi
Nonostante costituisca lo sfruttamento di una risorsa naturale già presente, ossia l'acqua e l'ambiente favorevole da essa creato, in realtà un'oasi non è mai di origine integralmente naturale. Infatti per oasi si intende tutto il complesso ecosistema formato da insediamento umano: palmeto, coltivazioni, e spesso elaborati sistemi di captazione e gestione idrica. Si tratta quindi di un paesaggio colturale in cui le palme da dattero sono piantate e meticolosamente coltivate e dove si arriva a volte a controllare anche gli stessi sistemi dunari, creando dune artificiali protettive. Pietro Laureano dà questa definizione di oasi:
Per ottenere una varietà di prodotti vegetali quali datteri, fichi, olive, pesche e albicocche, l'acqua disponibile deve essere utilizzata in modo accorto. La coltivazione avviene quindi in strati altimetrici dei quali il primo e più importante è costituito dalle palme da datteri, piante a elevato sviluppo verticale che forniscono l'ombreggiatura per alberi più bassi come quelli da frutta. A loro volta questi possono fornire un ambiente adeguato alla coltivazione di verdure ed eventualmente, se le condizioni lo consentono, di cereali. Questo sistema minimizza la dispersione idrica dovuta all'esposizione al sole diretto e quindi consente un utilizzo efficiente dell'acqua disponibile. Inoltre si coltiva il tabacco, diffuso nell'Africa Settentrionale.

## Oasi e società
La posizione di un'oasi è di importanza critica per le rotte commerciali e di trasporto delle aree desertiche. Le carovane devono viaggiare di oasi in oasi per assicurarsi il rifornimento di acqua e cibo. Quindi in molti casi il controllo militare o politico di un'oasi può significare il controllo di un particolare commercio o di una rotta commerciale. Per esempio le oasi di Augila, Ghadames e Kufra, nella Libia moderna sono state in vari momenti vitali sia al commercio Nord-Sud, sia a quello Est-Ovest nel Deserto del Sahara.

## Esempi di oasi

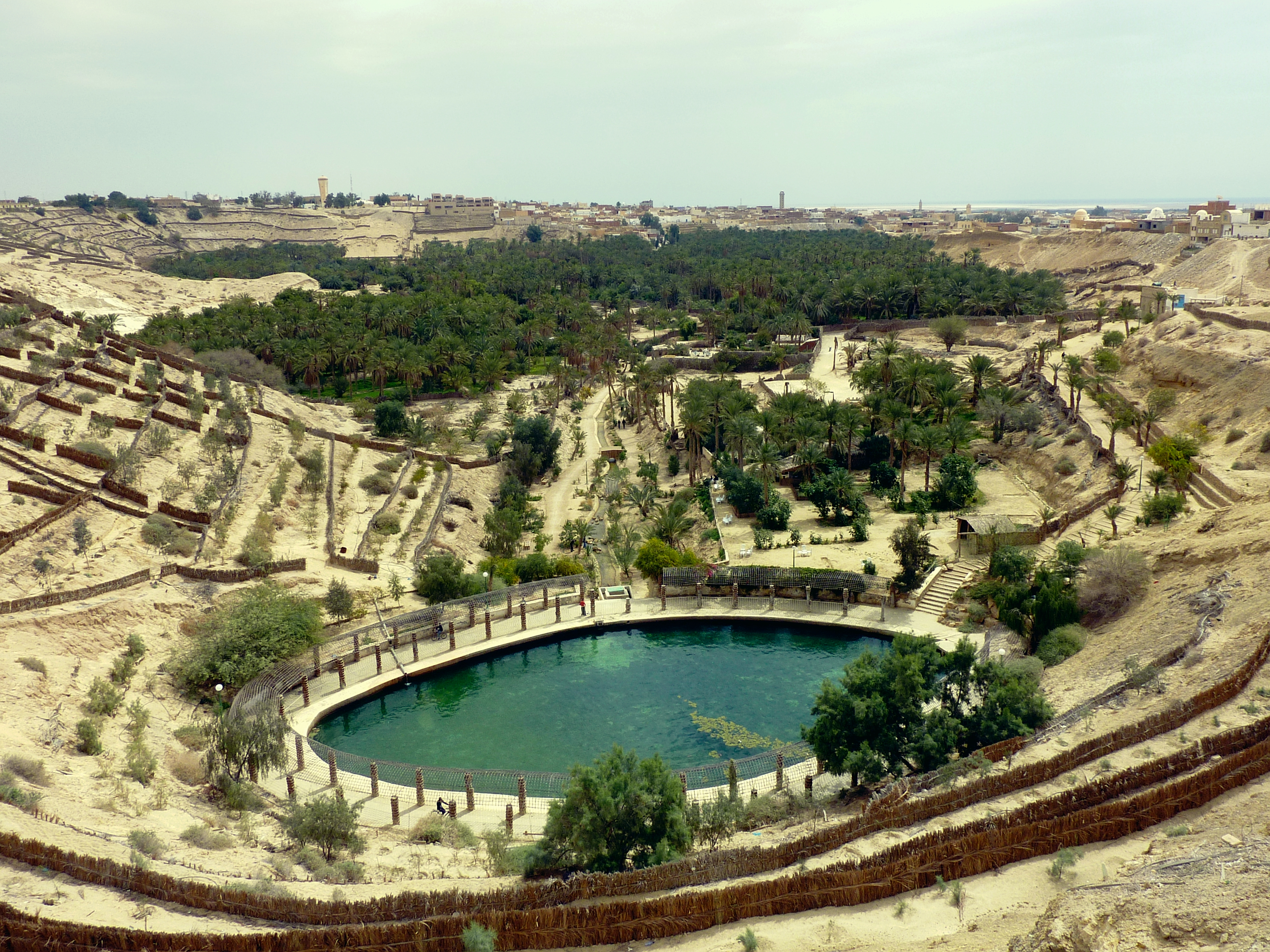
Oasi di Nefta, Tunisia

- Safsaf, Algeria
- Siwa, Egitto
- Tabas, Iran
- Shahdad, Iran
- Turfan, Xinjiang, Cina
- El Tour, Sinai, Egitto
- Douz, Tunisia
- El-Goléa, Algeria
- Cufra, Libia